# Буссак (Аверон)
Бусса́к (фр. Boussac, окс. Bossac) — коммуна во Франции, находится в регионе Окситания. Департамент — Аверон. Входит в состав кантона Бараквиль-Совтер. Округ коммуны — Родез.
Код INSEE коммуны — 12032.
Коммуна расположена приблизительно в 510 км к югу от Парижа, в 110 км северо-восточнее Тулузы, в 19 км к юго-западу от Родеза.

## Население
Население коммуны на 2008 год составляло 531 человек.
| 1962 | 1968 | 1975 | 1982 | 1990 | 1999 | 2008 |
| ---- | ---- | ---- | ---- | ---- | ---- | ---- |
| 626  | 633  | 612  | 558  | 465  | 415  | 531  |

## Администрация
| Период | Период | Имя             | Партия                | Примечания      |
| ------ | ------ | --------------- | --------------------- | --------------- |
| 2001   | 2008   | Кристиан Ригаль |                       |                 |
| 2008   |        | Франсуа Карьер  | Центрист-беспартийный | предприниматель |

## Экономика
В 2007 году среди 287 человек в трудоспособном возрасте (15—64 лет) 229 были экономически активными, 58 — неактивными (показатель активности — 79,8 %, в 1999 году было 73,8 %). Из 229 активных работали 223 человека (126 мужчин и 97 женщин), безработных было 6 (2 мужчин и 4 женщины). Среди 58 неактивных 16 человек были учениками или студентами, 27 — пенсионерами, 15 были неактивными по другим причинам.

## Достопримечательности
- Укреплённая церковь (веркирхе) XV века в романском стиле. Памятник истории с 1944 года[3]